# Hymn Państwowy Federacji Rosyjskiej
Hymn państwowy Federacji Rosyjskiej (ros. Государственный гимн Российской Федерации, Gosudarstwiennyj gimn Rossijskoj Fiedieracyi) – hymn przyjęty pod koniec 2000 z inicjatywy prezydenta Władimira Putina, zastępując wprowadzoną w 1990 Pieśń Patriotyczną. Jest adaptacją hymnu państwowego Związku Socjalistycznych Republik Radzieckich z 1944.
Muzykę do niego stworzył Aleksandr Aleksandrow, zaś modyfikacją tekstu zajął się Siergiej Michałkow, współautor słów do wersji pieśni z 1943 i 1977. Usunięte zostały wzmianki o ideach Włodzimierza Lenina i „niezłomnym związku” kraju Rad. Zamiast tego uwaga skupiona jest na kraju, jego rozległym terytorium i zasobach naturalnych, które powierzone mają być przyszłym pokoleniom.

## Hymny historyczne
Przed ok. 1815, gdy to na hymn państwowy Imperium Rosyjskiego wybrana została Modlitwa Rosjan (trans. z ros. Molitwa russkich), cześć państwu i carowi oddawano poprzez różne hymny kościelne i marsze wojskowe. Tekst Molitwy russkich napisał Wasilij Żukowski, zaś muzykę przejęto z brytyjskiego hymnu Boże zachowaj Króla.
W 1833 Żukowski został poproszony o napisanie słów do kompozycji Aleksieja Lwowa nazwanej Modlitwa Ludu Rosyjskiego. Pieśń, znana szerzej jako Boże, zachowaj Cara! (trans. z ros. Boże, Carja chrani!), została dobrze odebrana przez Mikołaja I, który wybrał ją na kolejny hymn. Utwór brzmiał niemal jak religijna pieśń pochwalna, a jego styl muzyczny był podobny do hymnów innych europejskich monarchii. Boże, zachowaj Cara! pełniło swą funkcję aż do obalenia caratu podczas rewolucji lutowej.
Po obaleniu cara w marcu 1917, jako nieoficjalny hymn decyzją rządu tymczasowego wykorzystywana była Marsylianka robotnicza, modyfikacja francuskiej Marsylianki stworzona w 1875 przez Piotra Ławrowa. Została ona wycofana jeszcze w tym samym roku wraz z rewolucją październikową i przejęciem władzy przez bolszewików. Na nowy hymn Rosji wybrano Międzynarodówkę w rosyjskim przekładzie Arkadija Koca z 1902. Międzynarodówka obowiązywała w Rosji od 1918, a w 1922 została przyjęta przez nowo utworzone państwo, Związek Socjalistycznych Republik Radzieckich, gdzie pozostała oficjalnym hymnem państwowym do 1944.

## Muzyka
Nim kompozycja Aleksandra Aleksandrowa została rosyjskim hymnem narodowym, wykorzystano ją w kilku innych pieśniach. Pierwszy raz melodii użyto w napisanym w 1938 Hymnie Partii Bolszewików. W 1943 utwór Aleksandrowa został także wybrany przez Józefa Stalina na nowy hymn ZSRR, gdy to, po rozwiązaniu Kominternu, zrezygnowano z Międzynarodówki jako pieśni narodowej Związku Radzieckiego. Przed stworzeniem hymnu Bolszewików, Aleksandrow wykorzystał fragmenty kompozycji w utworze Żyt´ stało łuczsze (Teraz łatwiej żyć).
W 2000, podczas debaty nad zmianą hymnu w Rosji, w gazecie Lenta.ru pojawiła się informacja, że muzyka stworzona przez Aleksandrowa wykazuje podobieństwo z uwerturą Bylina Wasilija Kalinnikowa z 1892. Zwolennicy przywrócenia hymnu radzieckiego wykorzystywali ten fakt jako argument w dyskusjach odbywających się w Dumie. Nie ma jednak dowodów wskazujących na to, iż Aleksandrow świadomie wykorzystał fragmenty Byliny w swojej kompozycji.

## Słowa
Prace Siergieja Michałkowa i Gabriela El-Registana nad pierwotną wersją warstwy lirycznej hymnu zakończone zostały w 1943. Akceptacja nowego tekstu przez Józefa Stalina miała miejsce rok później. Radziecki dyktator miał także wprowadzić do słów własne poprawki. Po śmierci Stalina w 1953 tekst Michałkowa i El-Registana został wycofany przez rząd w ramach procesu destalinizacji. Kompozycja Aleksadrowa nie została jednak odrzucona i hymn funkcjonował bez oficjalnego tekstu. Michałkow napisał w 1970 nową wersję słów, którą 27 maja 1977 przedstawiono Prezydium Rady Najwyższej ZSRR. Zmodyfikowany tekst, pozbawiony wszelkich wzmianek o Stalinie, został przyjęty 1 września i wprowadzony wraz z wejściem w życie nowej Konstytucji ZSRR w październiku 1977. Nowa wersja obowiązywała aż do rozpadu Związku Radzieckiego w 1991.
W latach 1991–2000 do komitetu ds. hymnu narodowego wysłano ponad 6000 propozycji tekstu. Chociaż większość wersji napisano do muzyki Michaiła Glinki, część z nich stworzona została z myślą o kompozycji Aleksandrowa, jak również innych utworach. W 2000 Kreml wydał decyzję o wyborze melodii dawnego hymnu ZSRR, po czym wyłonił spośród nadesłanych prac tekst Michałkowa i, współpracując z autorem, dokonał w nim częściowych zmian. Przed oficjalnym przyjęciem nowego hymnu Kreml opublikował jedną ze zwrotek, odnoszącą się do flagi i herbu Rosji.
Jego potężne skrzydła rozpościerają się nad nami

Rosyjski orzeł unosi się wysoko

Trójkolorowy symbol Ojczyzny

Prowadzi narody Rosji do zwycięstwa
W fazie ostatecznych poprawek powyższy fragment został odrzucony.
Przyjęty w 2000 nowy tekst hymnu mówi o zaletach rosyjskiej ojczyzny, rozległej i wspaniałej, która powierzona jest przez Boga wszystkim pokoleniom. Obecna warstwa liryczna jest całkowicie odmienna od słów hymnu radzieckiego, które wychwalają Lenina, komunizm i zapewniają o niezłomności „związku wolnych republik”.

## Wprowadzenie hymnu

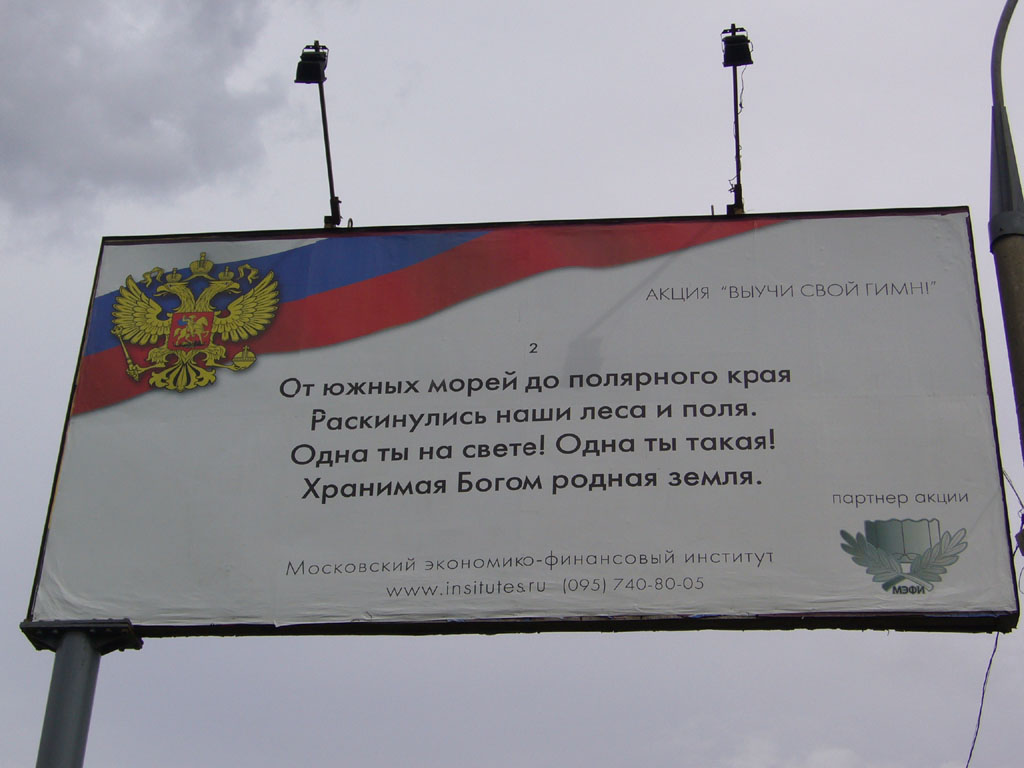
Druga zwrotka hymnu na moskiewskim billboardzie

Przed 2000 r. czyniono starania o udoskonalenie Pieśni Patriotycznej hymnu wprowadzonego w 1991 r. przez Borysa Jelcyna po rozpadzie ZSRR. Pieśni, skomponowanej przez Michaiła Glinkę, zarzucano przede wszystkim brak oficjalnie przyjętego tekstu. Mimo wielu propozycji, m.in. Sław´sia, Rossija! (Славься, Россия!, ros. Sława Ci, Rosjo!) Wiktora Radugina z 1990 r., tekstu nie ustalono.
Debata na temat hymnu przybrała na sile w październiku 2000 r., kiedy to następca Jelcyna prezydent Władimir Putin narzekał, że rosyjscy sportowcy milczeli, gdy Pieśń Patriotyczna była grana podczas ceremonii wręczenia medali na Igrzyskach Olimpijskich. CNN poinformowało także, że piłkarze Spartaka Moskwa uskarżali się, iż hymn pozbawiony słów wpływa negatywnie na ich morale i dyspozycję. Putin naciskał, aby dawny hymn Związku Radzieckiego stał się hymnem Rosji, przy czym sugerował, że należy od nowa napisać słowa.
W dniu 8 grudnia 2000 w Dumie przegłosowano stosunkiem głosów 371-51-1 przyjęcie radzieckiego hymnu z nowym tekstem autorstwa Michałkowa. Proces legislacyjny zakończył się z podpisaniem ustawy przez prezydenta w dniu 20 grudnia 2000. Tego samego dnia odegrano po raz pierwszy radziecki hymn w Radzie Federacji. 30 grudnia tego roku hymn został oficjalnie po raz pierwszy użyty podczas uroczystości w Wielkim Pałacu Kremlowskim.
Nie wszyscy popierali decyzję o powrocie do hymnu radzieckiego. Borys Jelcyn powiedział, że Putin nie powinien był zmieniać hymnu tylko po to, by „podążać ślepo za humorami ludu”. Politycy liberalnej partii Jabłoko wyrazili obawę, że decyzja „pogłębi tylko rozłam istniejący w rosyjskim społeczeństwie”. Za hymnem sowieckim opowiadała się Komunistyczna Partia Federacji Rosyjskiej i sam Putin. Przeciwnicy muzyki Aleksandrowa próbowali doprowadzić do zachowania Pieśni Patriotycznej, a nawet skłonić deputowanych do głosu na carski marsz wojskowy Pożegnanie Słowianki, który był ongiś nieoficjalnym hymnem Białej Armii. Jeden z opozycyjnych pisarzy, Władimir Wojnowicz, napisał parodię, którą przedstawił jako własną propozycję nowego hymnu, wyrażając tym samym protest przeciwko zbyt częstemu zmienianiu symboli narodowych. Siergiej Juszenkow, deputowany do Dumy, sugerował, że parodia powinna zostać poddana pod głosowanie, jednak propozycję tę odrzucono.
Przyjęcie melodii, która była związana z ZSRR, wywołało liczne kontrowersje. Pojawiały się nawet głosy zachęcające, by, wbrew zwyczajowi, nie wstawać w czasie odgrywania hymnu.

## Regulacje prawne

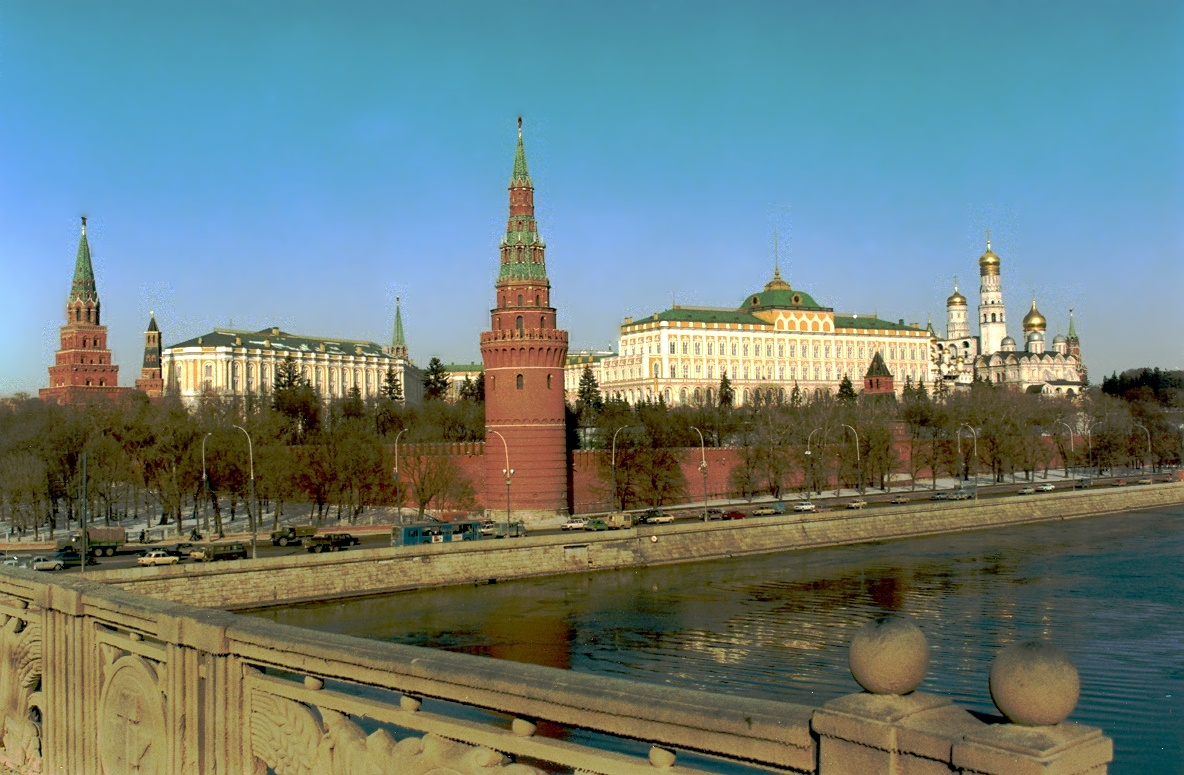
W trakcie odtwarzania hymnu w telewizji zwykle prezentowane są flaga Rosji lub moskiewski Kreml

Hymn może być wykonywany jedynie z użyciem oficjalnych, przewidzianych przez prawo słów i muzyki, niezależnie od tego, czy wykorzystywany jest sam tekst, sama kompozycja, czy ich połączenie. Odegranie hymnu jest wymagane podczas ceremonii zaprzysiężenia prezydenta Federacji Rosyjskiej, pierwszego i ostatniego posiedzenia kadencji Dumy, jak i kadencji Rady Federacji, a także podczas oficjalnych uroczystości państwowych. Nagranie hymnu emitowane jest także w telewizji i radio przed rozpoczęciem oraz przed zakończeniem nadawania, lub, w przypadku nadawania 24 godziny na dobę, o północy (w telewizji o różnych porach nocnych, przed wydzielonym pasmem nocnym) oraz o 6:00 (w stacjach ogólnopaństwowych – według czasu moskiewskiego, dla stacji regionalnych według czasu miejscowego). Hymn odgrywa się również podczas zawodów sportowych, zarówno na terenie Federacji Rosyjskiej, jak i poza nią, zgodnie z protokołem ustalonym przez organizatora. W trakcie odgrywania hymnu wszyscy mężczyźni i kobiety muszą zdjąć nakrycie głowy i, jeżeli obecna jest rosyjska flaga, zwrócić się w jej kierunku. Osoby umundurowane powinny zasalutować.
Zgodnie z obowiązującym w Rosji prawem symbole państwowe nie są chronione prawem autorskim.

## Tekst oficjalny
| W języku rosyjskim | Polska transkrypcja | Polskie tłumaczenie |
| Россия – священная наша держава, Россия – любимая наша страна. Могучая воля, великая слава – Твоё достоянье на все времена! Припев: Славься, Отечество наше свободное, Братских народов союз вековой, Предками данная мудрость народная! Славься, страна! Мы гордимся тобой! От южных морей до полярного края Раскинулись наши леса и поля. Одна ты на свете! Одна ты такая – Хранимая Богом родная земля! Припев Широкий простор для мечты и для жизни Грядущие нам открывают года. Нам силу даёт наша верность Отчизне. Так было, так есть и так будет всегда! Припев | Rossija – swiaszczennaja nasza dierżawa, Rossija – lubimaja nasza strana. Moguczaja wola, wielikaja sława – Twojo dostojanje na wsie wriemiena! Pripiew: Sław´sia, Otieczestwo nasze swobodnoje, Bratskich narodow sojuz wiekowoj, Priedkami dannaja mudrost´ narodnaja! Sław´sia, strana! My gordimsia toboj! Ot jużnych moriej do polarnogo kraja Raskinuliś naszy lesa i pola. Odna ty na swietie! Odna ty takaja – Chranimaja Bogom rodnaja ziemla! Pripiew Szyrokij prostor dla mieczty i dla żyzni Griaduszczije nam otkrywajut goda. Nam siłu dajot nasza wiernost´ Otcziznie. Tak było, tak jest´ i tak budiet wsiegda! Pripiew | Rosja to nasze święte mocarstwo, Rosja to ukochany nasz kraj. Potężna siła woli, wielka chwała Są twoją własnością po wsze czasy! Refren: Chwała Ci, nasza wolna Ojczyzno, Prastary związku bratnich narodów, Ludowa mądrości dana przez przodków! Chwała ci, kraju! Jesteśmy z ciebie dumni! Od mórz południowych do polarnej krainy Rozciągnęły się nasze lasy i pola. Tyś jedna na świecie! Jedynaś ty taka, Chroniona przez Boga ojczysta ziemio! Refren Rozległą przestrzeń dla marzeń i dla życia Odkrywają nam nadchodzące lata. Siłę nam daje nasza wierność Ojczyźnie. Tak było, tak jest i tak będzie zawsze! Refren |